# Konståret 1881

## Händelser

### Okänt datum
- Société des Artistes Français grundas.
- Den andra Nordiska konstutställningen visades i Göteborg

## Verk

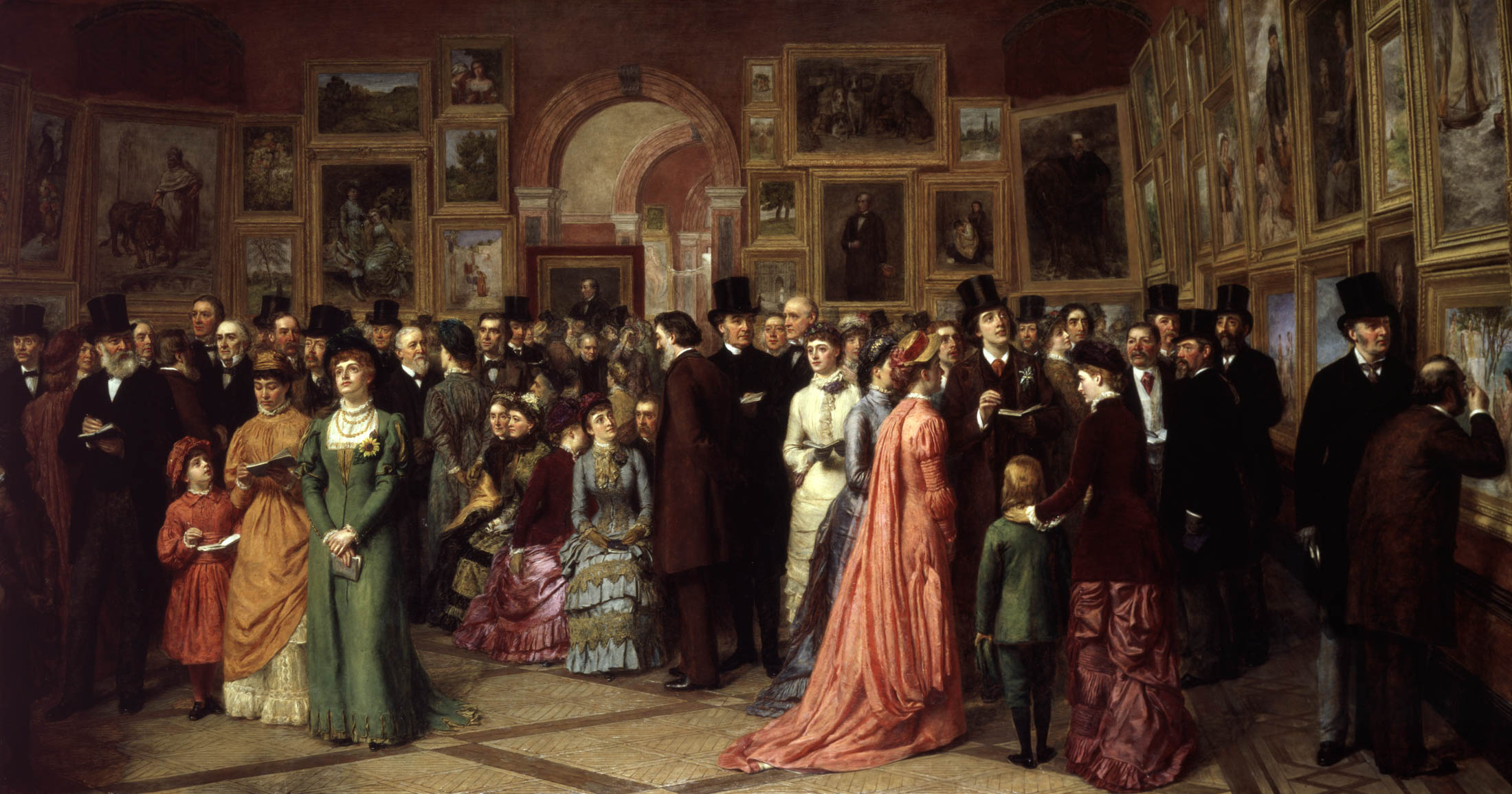
William Powell Friths målning A Private View at the Royal Academy färdigställdes år 1881.

### Målningar
- William Powell Frith - A Private View at the Royal Academy.
- Jean-Jacques Henner - Une baigneuse (Musée Jean-Jacques Henner).
- Luc-Olivier Merson - Nôtre-Dame de Paris.
- Pierre Puvis de Chavannes - Le Pauvre Pêcheur (The National Museum of Western Art, Tokyo).
- Carl Gustaf Hellqvist - Valdemar Atterdag brandskattar Visby (Nationalmuseum).[1]

### Skulpturer
- Edgar Degas - La grande danseuse (1879-1881) (New York, Metropolitan Museum of Art).
- Valter Runeberg - Johan Ludvig Runeberg, statyn senare uppställd i Helsingfors.[1]
- Johan Börjesson - Ludvig Holberg, senare uppställd i Bergen.[1]

## Födda
- 4 januari - Wilhelm Lehmbruck (död 1919), tysk skulptör.
- 5 januari - Pablo Gargallo (död 1934), spansk målare och skulptör.
- 4 februari - Fernand Léger (död 1955), fransk målare.
- 11 februari - Carlo Carrà (död 1966), italiensk målare och ledande futurist.
- 11 april - Arvid Nilsson (död 1971), svensk konstnär.
- 18 april - Max Weber (död 1961), ryskfödd amerikansk målare.
- 3 juni - Michail Larionov (död 1964), rysk konstnär, grundare av rayonismen.
- 16 juni - Natalia Gontjarova (död 1962), rysk målare och teaterdekoratör.
- 4 augusti - Wenzel Hablik (död 1934), tysk målare, grafisk formgivare och designer.
- 17 september - Ture Ander (död 1958), svensk konstnär, Blomstermålaren.
- 21 september - Erik Rafael-Rådberg (död 1961), svensk skulptör och inredningsarkitekt.
- 29 september – Alexander Kanoldt (död 1939), tysk målare
- 1 oktober - Harald Brising (död 1918), svensk konsthistoriker och konstvetare.
- 4 oktober - Hjalmar Eldh (död 1953), svensk konstnär och lärare.
- 29 oktober - Jürgen Wrangel (död 1957), svensk friherre och konstnär.
- 25 oktober - Pablo Picasso (död 1973), spansk konstnär, grafiker, skulptör och poet.
- 8 december - Albert Gleizes (död 1953), fransk målare.
- 31 december - Max Pechstein (död 1955), tysk målare.
- okänt datum - William Conor (död 1968), irländsk målare.
- okänt datum - Elis Benckert (död 1913), svensk arkitekt och möbelformgivare.

## Avlidna
- 3 januari - Anna McNeill Whistler (födda 1804), "Whistler's Mother"
- 24 januari - James Collinson (födda 1825), brittisk Prerafaelitisk målare.
- 24 maj - Samuel Palmer (födda 1805), brittisk målare, etsare och litograf.
- 1 september - Ulrik Torsslow (födda 1801), svensk skådespelare, konstnär och teaterdirektör.
- 13 december - John Quidor (födda 1801), amerikansk målare.

### Fotnoter
1. 1 2 3  Svea. Folk-kalender, 1882